# Крапковице
Крапковѝце (на полски: Krapkowice; на немски: Krappitz; на чешки: Krapkovice, Chrapkovice) е град в Южна Полша, Ополско войводство. Административен център на Крапковишки окръг, както и на градско-селската Крапковишка община. Според Полската статистическа служба към 31 декември 2020 г. градът има 15 962 жители. Заема площ от 21,01 км2.

## География
Градът е разположен в северната част на историко-географската област Горна Силезия, край двата бряга на река Одра. Той е разположен на 22 километра южно от войводстия център Ополе и на 30 км североизточно към полско-чешката граница. Край него минават републиканските пътища , , ,  и железопътна линия 306.

## Наименование
Според една теория, наименованието на града идва от славянското име Храпек (на полски: Chrapek). Краят „ице“ (или „иче“) е типичен за славянските бащини имена. Първото име на града през 1204 г., е Храпковице (на полски: Chrapkowice), като името на наследниците на Храпек – Храпковичов. Германският езиковед Хайнрих Адами счита, че името на града произлиза от физическа сила тоест кшепа (на полски: krzepa). В труда си „Наименованието на селища в Силезия“, публикуван през 1888 г. във Вроцлав, като най-старото име на града е споменато Кшепич (на полски: Krzepicz), което означва силен, укрепен град. После името на града е било фонетично германизирано на Крапиц (на немски: Krappitz). След Втората световна война германизираното наименование е полонизанирано на Крапковице (на полски: Krapkowice) и не е свързано с първоначалното значение.

## История
Селището получава градско право през 1275 г. от княз Владислав Ополски. През 1997 г. в града има наводнение.

## Забележителности
В Регистъра за недвижимите паметници на Националния институт за наследството са вписани:
- Стария град
- „Църква Свети Николай“ от XIV, XV-XVIII в.
- „Църква Успение Богородично“ от XIV, XVIII в.
- Гроб на Станислав Бончек от 1946 г.
- Масов гроб на Силезки въстаници в гробището от 1921 г.
- Еврейско гробище от XIX в.
- Замък на Йежи Хохенцолер-Ансбах от 1678 г.
- Развалина на замък от XVI/XVII, XVIII, XIX в.
- Парк от XIX в.
- Крепостни стени (фрагменти) от XIV-XVI в.
- Кула от XVIII в.
- Водна кула (развалина) от XVII, XIX/XX в.
- Къща от XVIII в., ул. Пазар 4
- Религиозна къща от 1866 г., ул. Сондова 8
- Варнати пещи (3 брой) от XX в.
- Шлюз на Одра от 1890 – 95 г.

## Население
Населението на Крапковице по официални данни е 17 791 жители (2009 г.), от които 8600 са мъже, а 9628 са жени. Гъстотата на населението е 847 д./km². Под трудоспособна възраст (0 – 18 г.) има 4060 души, в трудоспособна възраст (18 – 59/64 г.) – 12 529 души, в следтрудоспособна възраст (над 59/64 г.): 2134 души.

## Политика
Кметът на града е Анджей Кашюра (на полски: Andrzej Kasiura), който принадлежи към партия Германското малцинство. Пощенските кодове са 47–300, 47-303, телефонен код е (+48) 77, а номер TERC е 1605024.

## Промишленост
В града функционира наред с другото фабрика за хартия и обувна фабрика, една от най-големите фабрики за обувки в Полша. През 90-те г. изпада в несъстоятелност. Фабричен сграден комплекс и място на стопанска дейност на множество компании, включително за производство на обувки.

### Побратимени градове
- Висен, Германия
- Забежов, Полша
- Камас, САЩ
- Липова-лазне, Чехия
- Община Моравица, Полша
- Нойгерсдорф, Германия
- Рогатин, Украйна
- Хилсбъро, САЩ

## Личности
Родени в града
- Кшищоф Зволински – полски лекоатлет, олимпийски медалист.
- Карол Кожьолек – полски свещеник, общественик.
- Херта Пол – немска писателка
- Оттомар Розенбах – немски лекар
- Малвина Ратайчак – полски модел, мис Полша 2005